# Molophilus (Molophilus) obscurus
Molophilus (Molophilus) obscurus is een tweevleugelige uit de familie steltmuggen (Limoniidae). De soort komt voor in het Palearctisch gebied.